# Christian Otte
Pour les articles homonymes, voir Otte.
Christian Otte, né à Theux le 30 septembre 1943, décédé à Liège le 12 septembre 2005, était un peintre et dessinateur figuratif belge.

## Biographie
Il fut formé aux Académies de Bruxelles et de Liège. Il enseigna le dessin à l’académie des beaux-arts de Liège.
Considéré comme un dessinateur hors pair, ses croquis et dessins sont en effet remarquables et d'une qualité tout à fait exceptionnelle.[réf. nécessaire] Le visage de ses "croqués" rendant absolument toute la psychologie ou la détresse du moment, le corps généralement traité en non finito.
"Le dessin est le premier des langages.
Alors que les premières gesticulations expressives de l'enfant sont perdues à jamais dans l'espace, leurs premières traces de doigt sur la buée des vitres, dans le sable sont vécues comme un moment magique, comme une première et dérisoire victoire contre le temps, une trace de leurs sentiments dans la matière. À la maternelle, le dessin est roi (…) hélas le couperet tombe dès l'entrée en primaire (…)
Mon rôle consiste à aider (mes élèves) à retrouver la confiance en leur propre langage pour que puisse se rétablir la connexion entre eux-mêmes et la trace de leurs gestes, pour que leurs dessins redeviennent porteurs de leurs sentiments.
C'est donc surtout à une école de l'attention, de la curiosité que je les invite.
C'est l'attention, l'approfondissement des choses qui, entre autres, différencie les hommes. Entre la bêtise, l'intelligence, le talent, le génie, il n'y a qu'une différence d'attention, de volonté de comprendre (…) "
(Extrait de la revue Mar a berto)